# 2013–2014-es angol labdarúgó-bajnokság (másodosztály)
A 2013–2014-es angol labdarúgó-másodosztály, más néven Sky Bet Championship a bajnokság 21. szezonja a megalakulása óta.

## Változások az előző idényhez képest
A Championshipből feljutott a Premier League-be
- Cardiff City
- Hull City
- Crystal Palace

A Championshipből kiesett a League One-ba
- Bristol City
- Peterborough United
- Wolverhampton Wanderers

A Championshipbe kiesett a Premier League-ből
- Queens Park Rangers
- Reading
- Wigan Athletic

A Championshipbe feljutott a League One-ból
- Bournemouth
- Doncaster Rovers
- Yeovil Town

## Tabella
| #   | Csapat                      | M  | GY | D  | V  | G+ – G– | GK  | P   | Megjegyzések        |
| --- | --------------------------- | -- | -- | -- | -- | ------- | --- | --- | ------------------- |
| 1.  | Leicester City (B) (F)      | 46 | 31 | 9  | 6  | 83–43   | +40 | 102 | Premier League      |
| 2.  | Burnley (F)                 | 46 | 26 | 15 | 5  | 72–37   | +35 | 93  | Premier League      |
| 3.  | Derby County                | 46 | 25 | 10 | 11 | 84–52   | +32 | 85  | Play-off            |
| 4.  | Queens Park Rangers (F) (R) | 46 | 23 | 11 | 12 | 60–44   | +16 | 80  | Play-off            |
| 5.  | Wigan Athletic              | 46 | 21 | 10 | 15 | 61–48   | +13 | 73  | Play-off            |
| 6.  | Brighton & Hove Albion      | 46 | 19 | 15 | 12 | 55–40   | +15 | 72  | Play-off            |
| 7.  | Reading                     | 46 | 19 | 14 | 13 | 70–56   | +14 | 71  |                     |
| 8.  | Blackburn Rovers            | 46 | 18 | 16 | 12 | 70–62   | +8  | 70  |                     |
| 9.  | Ipswich Town                | 46 | 18 | 14 | 14 | 60–54   | +6  | 68  |                     |
| 10. | Bournemouth                 | 46 | 18 | 12 | 16 | 67–66   | +1  | 66  |                     |
| 11. | Nottingham Forest           | 46 | 16 | 17 | 13 | 67–64   | +3  | 65  |                     |
| 12. | Middlesbrough               | 46 | 16 | 16 | 14 | 62–50   | +12 | 64  |                     |
| 13. | Watford                     | 46 | 15 | 15 | 16 | 74–64   | +10 | 60  |                     |
| 14. | Bolton Wanderers            | 46 | 14 | 17 | 15 | 59–60   | −1  | 59  |                     |
| 15. | Leeds United                | 46 | 16 | 9  | 21 | 59–67   | −8  | 57  |                     |
| 16. | Sheffield Wednesday         | 46 | 13 | 14 | 19 | 63–65   | −2  | 53  |                     |
| 17. | Huddersfield Town           | 46 | 14 | 11 | 21 | 58–65   | −7  | 53  |                     |
| 18. | Charlton Athletic           | 46 | 13 | 12 | 21 | 41–61   | −20 | 51  |                     |
| 19. | Millwall                    | 46 | 11 | 15 | 20 | 46–74   | −28 | 48  |                     |
| 20. | Blackpool                   | 46 | 11 | 13 | 22 | 38–66   | −28 | 46  |                     |
| 21. | Birmingham City             | 46 | 11 | 11 | 24 | 58–74   | −16 | 44  |                     |
| 22. | Doncaster Rovers (K)        | 46 | 11 | 11 | 24 | 39–70   | −31 | 44  | Kiesett: League One |
| 23. | Barnsley (K)                | 46 | 9  | 12 | 25 | 44–77   | −33 | 39  | Kiesett: League One |
| 24. | Yeovil Town (K)             | 46 | 8  | 13 | 25 | 44–75   | −31 | 37  | Kiesett: League One |

Utolsó frissítés: 2014. május 25. 
Forrás: Football League Tables 
A rangsorolás alapszabályai: 1. összpontszám, 2. egymás elleni eredmények összpontszáma, 3. gólkülönbség, 4. szerzett gólok száma.
(B): Bajnokcsapat, (K): Kieső csapat, (F): Feljutó csapat, (I): Kupainduló, (R): A rájátszás győztese, (KGY): Kupagyőztes

## Rájátszás
|  | Elődöntők              | Elődöntők              | Elődöntők    |   |                     | Döntő               | Döntő | Döntő |
|  |                        |                        |              |   |                     |                     |       |       |
|  |                        |                        |              |   |                     |                     |       |       |
|  | Derby County           | Derby County           | 2 4          |   |                     |                     |       |       |
|  | Brighton & Hove Albion | Brighton & Hove Albion | 1            |   |                     |                     |       |       |
|  |                        |                        |              |   |                     |                     |       |       |
|  |                        |                        |              |   |                     |                     |       |       |
|  |                        |                        |              |   | Queens Park Rangers | Queens Park Rangers | 1     |       |
|  |                        | Derby County           | Derby County | 0 |                     |                     |       |       |
|  |                        |                        |              |   |                     |                     |       |       |
|  |                        |                        |              |   |                     |                     |       |       |
|  |                        |                        |              |   |                     |                     |       |       |
|  |                        |                        |              |   |                     |                     |       |       |
|  | Queens Park Rangers    | Queens Park Rangers    | 0 2          |   |                     |                     |       |       |
|  | Wigan Athletic         | Wigan Athletic         | 0 1          |   |                     |                     |       |       |

### Elődöntők
| 2014. május 8. 20:45 (CEST) |

| Brighton & Hove Albion | 1–2               | Derby County                         |
| ---------------------- | ----------------- | ------------------------------------ |
| Lingard 18'            | (1–2) Jegyzőkönyv | 29' (11-esből) Martin 45+2' Kuszczak |

| Amex Stadium, Falmer Nézőszám: 27 118 Játékvezető: Roger East |

| 2014. május 11. 18:15 (CEST) |

| Derby County                                  | 4–1               | Brighton & Hove Albion |
| --------------------------------------------- | ----------------- | ---------------------- |
| Hughes 34' Martin 56' Thorne 76' Hendrick 87' | (1–0) Jegyzőkönyv | 89' LuaLua             |

| iPro Stadium, Derby Nézőszám: 32 602 Játékvezető: Craig Pawson |

Továbbjutott a Derby County 6–2-es összesítéssel.
| 2014. május 9. 18:45 (CEST) |

| Wigan Athletic | 0–0               | Queens Park Rangers |
| -------------- | ----------------- | ------------------- |
|                | (0–0) Jegyzőkönyv |                     |

| DW Stadion, Wigan Nézőszám: 14 560 Játékvezető: Mike Jones |

| 2014. május 12. 20:45 (CEST) |

| Queens Park Rangers       | 2–1 (h. u.)                 | Wigan Athletic |
| ------------------------- | --------------------------- | -------------- |
| Austin 73' (11-esből) 96' | (0–1, 1–1, 2–1) Jegyzőkönyv | 9' Perch       |

| Loftus Road, London Nézőszám: 17 061 Játékvezető: Mark Clattenburg |

Továbbjutott a Queens Park Rangers 2–1-es összesítéssel.

### Döntő
| 2014. május 24. 16:00 (CEST) |

| Derby County | 0–1               | Queens Park Rangers |
| ------------ | ----------------- | ------------------- |
|              | (0–0) Jegyzőkönyv | 90' Zamora          |

| Wembley Stadion, London Nézőszám: 87 348 Játékvezető: Lee Mason |

A Queens Park Rangers jutott fel az első osztályba.

## Góllövőlista
A Play-off mérkőzéseket is beleszámítva
| # | Játékos        | Csapat              | Gól |
| - | -------------- | ------------------- | --- |
| 1 | Ross McCormack | Leeds United        | 28  |
| 2 | Jordan Rhodes  | Blackburn Rovers    | 25  |
| 3 | Troy Deeney    | Watford             | 24  |
| 4 | Lewis Grabban  | Bournemouth         | 22  |
|   | Chris Martin   | Derby County        | 22  |
| 6 | Danny Ings     | Burnley             | 21  |
| 7 | David Nugent   | Leicester City      | 20  |
|   | Sam Vokes      | Burnley             | 20  |
| 9 | Charlie Austin | Queens Park Rangers | 19  |

Forrás:

## Fordítás
- Ez a szócikk részben vagy egészben  a(z)   2013–14 Football League Championship című angol Wikipédia-szócikk fordításán alapul.  Az eredeti cikk szerkesztőit annak laptörténete sorolja fel. Ez a jelzés csupán a megfogalmazás eredetét és a szerzői jogokat jelzi, nem szolgál a cikkben szereplő információk forrásmegjelöléseként.